# غريغ ستافورد
غريغ ستافورد (بالإنجليزية: Greg Stafford)‏ هو كاتب أمريكي، ولد في 9 فبراير 1948 في واتربوري في الولايات المتحدة، وتوفي في 10 أكتوبر 2018 في أركاتا في الولايات المتحدة.